# Robert Franklin Jones

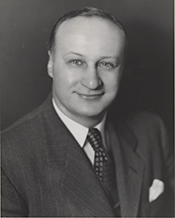
Robert Franklin Jones

Robert Franklin Jones (* 25. Juni 1907 in Cairo, Allen County, Ohio; † 22. Juni 1968 in Olney, Maryland) war ein US-amerikanischer Politiker. Zwischen 1939 und 1947 vertrat er den Bundesstaat Ohio im US-Repräsentantenhaus.

## Werdegang
Robert Jones besuchte die öffentlichen Schulen seiner Heimat und danach bis 1924 die Lima Central High School, ebenfalls in Ohio. Nach einem anschließenden Jurastudium an der Ohio Northern University und seiner 1929 erfolgten Zulassung als Rechtsanwalt begann er in Lima in diesem Beruf zu arbeiten. Zwischen 1935 und 1939 fungierte er als Staatsanwalt im Allen County. Politisch schloss er sich der Republikanischen Partei an.
Bei den Kongresswahlen des Jahres 1938 wurde Jones im vierten Wahlbezirk von Ohio in das US-Repräsentantenhaus in Washington, D.C. gewählt, wo er am 3. Januar 1939 die Nachfolge von Walter H. Albaugh antrat. Nach vier Wiederwahlen konnte er bis zu seinem Rücktritt am 2. September 1947 im Kongress verbleiben. Bis 1941 wurden dort die letzten der New-Deal-Gesetze der Bundesregierung unter Präsident Franklin D. Roosevelt verabschiedet. Seit 1941 war auch die Arbeit des Kongresses von den Ereignissen des Zweiten Weltkrieges und dessen Folgen geprägt.
Von 1947 bis 1952 war Robert Jones Mitglied der Federal Communications Commission. Danach praktizierte er wieder als Anwalt. Er starb am 22. Juni 1968 in Olney und wurde in Lima beigesetzt.